# Enna trivittata
Enna trivittata là một loài nhện trong họ Trechaleidae.
Loài này thuộc chi Enna. Enna trivittata được E. L. C. Silva & A. A. Lise miêu tả năm 2009.